# گئورگ هاکوبیان (نویسنده)
گئورگ «ژورا» بارسقی هاکوبیان (ارمنی: Գևորգ (Ժորա) Բարսեղի Հակոբյան؛  زادهٔ ۱۹۳۲)، نویسنده و کارشناس علوم پرورشی اهل ارمنستان بود.

## زندگی
وی در سال ۱۹۳۲ در ورین ساسناشن به دنیا آمد . 